# تپه شاه اسماعیل ۵
تپه شاه اسماعیل ۵ مربوط به سده‌های ۴ تا ۹ ه.ق است و در شهرستان زابل، بخش میانکنگی، دهستان قرقری، ۴۰۰ متری جنوب غرب روستای علیخان زمان واقع شده و این اثر در تاریخ ۲۸ اسفند ۱۳۸۵ با شمارهٔ ثبت ۱۸۹۶۸ به‌عنوان یکی از آثار ملی ایران به ثبت رسیده است.